# Oriolus nigripennis
Oriolus nigripennis là một loài chim trong họ Oriolidae.